# Valdiviella brevicornis
Valdiviella brevicornis är en kräftdjursart som beskrevs av Georg Ossian Sars 1905. Valdiviella brevicornis ingår i släktet Valdiviella och familjen Aetideidae. Inga underarter finns listade i Catalogue of Life.